# Jose Rizal Memorial State University
Die Jose Rizal Memorial State University befindet sich auf der Insel Mindanao auf den Philippinen. Die Universität gilt als eine bedeutende Bildungseinrichtung in der Verwaltungsregion Zamboanga del Norte, der gleichzeitig der Träger der Universität ist. Die Universität ist aufgeteilt auf fünf Standorte in  den Gemeinden Dapitan City, Dipolog City, Siocon, Katipunan und Tampilisan. Der Hauptsitz der Universität befindet sich am Main Campus in Dapitan City, in der Gov. Guading Adaza Street, Barangay Sta. Cruz. 

## Fakultäten
Die Jose Rizal Memorial State University beherbergt verschiedene Fakultäten, diese sind in Hochschul- und Fachschulbereiche, sowie in der Berufsausbildung in Colleges gegliedert. Dieses sind die Colleges: Arts and Sciences, Education, Engineering, Nursing and Allied Health Sciences, Marine Education, Agriculture, Criminology, Industrial Technology, Law und Graduate School. Im Zeitraum von 2009 bis 2010 wurden insgesamt 344 Studienlehrgänge an den verschiedenen Standorten angeboten.

## Geschichte
Die Geschichte der Universität begann am 4. Juli 1947, als die Stadtverwaltung von Dapitan die Dapitan Junior High School eröffnete. Am 1. Juli 1960 wurde die Schule mit Inkrafttreten des Republikgesetzes 2436 umbenannt in die Rizal Memorial National Vocational School (RMNVS). 1986 wurde die Schule aufgewertet und mit der Zamboanga del Norte School of Arts and Trade (ZNSAT) in Dipolog City und der Siocon National Vocational School in der Verwaltung zusammengelegt, es entstand das Jose Rizal Memorial State College (JRMSC). Es war die einzige höhere Bildungseinrichtung in der Provinz Zamboanga del Norte. Im Jahr 2000 wurde das State College um die Katipunan National Agricultural School (KNAS) und die Zamboanga del Norte National Agricultural College (ZNAC) in Tampilisan erweitert und es entstand die heutige Organisationsstruktur. Am 15. Dezember 2009 erhielt das College den Status einer Universität verliehen, mit der Unterzeichnung des Republikgesetzes 9852.